# Bítovany
Bítovany är en ort i Tjeckien.   Den ligger i distriktet Okres Chrudim och regionen Pardubice, i den centrala delen av landet, 110 km öster om huvudstaden Prag. Bítovany ligger 283 meter över havet och antalet invånare är 408.
Terrängen runt Bítovany är platt åt nordost, men åt sydväst är den kuperad. Runt Bítovany är det ganska tätbefolkat, med 80 invånare per kvadratkilometer. Närmaste större samhälle är Pardubice, 17,1 km norr om Bítovany. I omgivningarna runt Bítovany växer i huvudsak blandskog.